# رونکا
رونکا (به ایتالیایی: Roncà) یک کومونه در ایتالیا است که در استان ورونا واقع شده‌است.

## خصوصیات
رونکا ۱۸٫۲۲ کیلومترمربع مساحت و ۳٬۵۸۵ نفر جمعیت دارد و ۷۸ متر بالاتر از سطح دریا واقع شده‌است.

## خواهرخوانده
شهر Wackernheim خواهرخواندهٔ رونکا هست.